# Ӈ
Pour la lettre latine heng, voir Ꜧ.
Ӈ (minuscule : ӈ), appelé enne crochet, est une lettre de l’alphabet cyrillique utilisée par plusieurs langues non slaves, notant la consonne [ŋ], comme le same de Kildin où elle est distinct du enne à queue ‹ Ӊ ң › ; comme variante du enne cramponné ‹ Ң ң › dans certaines langues ob-ougriennes comme le khanty ou le mansi, dans certaines langues tchouktches-kamtchadales comme l’alioutor, l’itelmène, le koriak, le tchouktche, dans certaines langues  eskimo-aléoutes comme l’aléoute, le naukan, le yupik sibérien central, dans certaines langues toungouses comme l’évène, l’evenki, le nanaï, le néguidale, l’orok, l’orotche, l’oudihé, l’oultche, dans certaines langues samoyèdes comme l’énètse (énètse de la toundra et énètse de la forêt), le nganassane, le nénètse, le selkoupe, dans certaines langues turques sibériennes comme l’altaï (tchalkane), le dolgane, le tofalar, ou encore dans d’autres langues comme le ket ou le nivkhe ; comme alternative à l’eng ‹ Ҥ ҥ › en youkaguir du Nord. Ce graphème est une forme enne ‹ Н н › diacritée avec un crochet.

## Utilisation
Le ӈ est utilisé dans l’alphabet itelmène développé dans les années 1980.

## Formes et variantes

Le enne crochet en ket comme dans Werner 2002, en same de Kildin, etc.
Le enne crochet en ket comme dans Werner 1997.

## Représentations informatiques
Le enne crochet peut être représenté avec les caractères Unicode suivants : 
| formes    | représentations | chaînes de caractères | points de code | descriptions                             |
| --------- | --------------- | --------------------- | -------------- | ---------------------------------------- |
| capitale  | Ӈ               | Ӈ                     | U+04C7         | lettre majuscule cyrillique enne crochet |
| minuscule | ӈ               | ӈ                     | U+04C8         | lettre minuscule cyrillique enne crochet |